# Domenico Maria De Mari

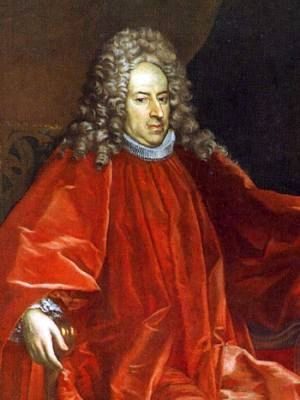
Domenico Maria De Mari

Domenico Maria De Mari (Genua, 1653 – aldaar, circa 1726) was doge van de Republiek Genua (1707-1709) en droeg de hierbij behorende titel koning van Corsica (1707-1709).

## Levensloop
De Mari was een zoon uit het tweede huwelijk van Stefano De Mari met Livia Maria Lercari di Giovan Battista. De familie De Mari was een van de vooraanstaande en adellijke families van Genua, en dit sinds de Middeleeuwen. Zowel zijn vader Stefano als zijn broer Girolamo gingen hem voor als doge van Genua. De regering van zijn broer Girolamo (1699-1701) was merkwaardig genoeg gekenmerkt door een verlies van macht van de familie De Mari. Daarom weken sommige familieleden De Mari uit naar bondgenoot Spanje, trokken naar hun domeinen op Corsica of gingen een klerikale carrière aan.
De Mari leefde in zijn jonge jaren in Spanje. Hij behartigde er de handelsrelaties van zijn familie en was actief als bankier. Waarschijnlijk werkte De Mari ook als officier op de vloot van Genua. Vanaf 1680 werkte hij voor de Republiek. Hij werd magistraat voor het muntwezen en de wisselmarkten. In 1698 werd hij senator.
Van 1707 tot 1709 was De Mari doge van Genua, in de moeilijke context van de Spaanse Successieoorlog. De keizerlijke troepen van generaal Eugenius van Savoye kon hij buiten het grondgebied houden. Eugenius vroeg 60.000 dukaten om zijn troepen buiten Genua te laten marcheren; de broer van de doge, ambassadeur Francesco De Mari kon dit bedrag naar beneden onderhandelen tot 40.000 dukaten. Het was een politiek succes in de regering van De Mari.
Na zijn regering was De Mari actief in de Hoogste Colleges van Procureurs en Gouverneurs. Hij zetelde in de commissie van de vloot. Nochtans verbleef hij ook voor lange periodes in Spanje.  Hij overleed circa 1726; de datum is onduidelijk omwille van zijn verblijven in Spanje. Hij werd begraven in de kerk van Santa Maria della Sanità in Genua.